# DeAndre Daniels
DeAndre M. Daniels, né le 15 avril 1992 à Woodland Hills, Californie (États-Unis), est un joueur américain de basket-ball. Il évolue aux postes d'ailier et d'ailier fort.

## Carrière universitaire
En 2011, il rejoint les Huskies du Connecticut en NCAA.
Le 17 avril 2014, il annonce qu'il se présente à la draft 2014 de la NBA.

## Carrière professionnelle
Daniels est choisi en 37e place par les Raptors de Toronto lors de la draft 2014 de la NBA.

## Statistiques

### Universitaires
Les statistiques en matchs universitaires de DeAndre Daniels sont les suivants :
| Année     | Équipe                 | Matches | Titul. | Min./m. | %tir | %3pts | %l-f | rbds/m. | pass/m. | int/m. | ctr/m. | pts/m. |
| --------- | ---------------------- | ------- | ------ | ------- | ---- | ----- | ---- | ------- | ------- | ------ | ------ | ------ |
| 2011-2012 | Huskies du Connecticut | 30      | 12     | 12,6    | 34,1 | 24,0  | 80,0 | 2,17    | 0,50    | 0,37   | 0,60   | 3,13   |
| 2012-2013 | Huskies du Connecticut | 30      | 30     | 29,2    | 46,8 | 30,9  | 70,5 | 5,47    | 0,67    | 0,83   | 1,50   | 12,10  |
| 2013-2014 | Huskies du Connecticut | 38      | 38     | 29,0    | 46,9 | 41,7  | 78,7 | 6,00    | 0,45    | 0,68   | 1,42   | 13,05  |
| Total     |                        | 98      | 80     | 24,1    | 45,4 | 34,9  | 75,2 | 4,66    | 0,53    | 0,63   | 1,19   | 9,72   |

## Palmarès
- Champion NCAA (2014)